# Питовранов, Евгений Петрович
Евге́ний Петро́вич Питовра́нов (20 марта 1915 — 30 ноября 1999, Москва) — руководитель советской разведки и контрразведки, генерал-лейтенант. Государственный деятель, председатель Президиума Торгово-промышленной палаты СССР.

## Биография
Евгений Петрович Питовранов родился в семье священника и учительницы, по национальности русский. Окончил Саратовское фабрично-заводское училище, Московский электромеханический институт инженеров железнодорожного транспорта, Высшую партийную школу при ЦК КПСС (заочно).
Во время учёбы в институте, в 1937 году вступил в ВКП(б).
В ноябре 1938 года Е. П. Питовранов направлен на работу в органах госбезопасности на должность заместителя начальника отдела Горьковского областного Управления НКВД. С февраля по июль 1941 года начальник УНКВД Горьковской области, а с июля 1941 года — заместитель начальника УНКВД Горьковской области. С декабря 1942 года — начальник УНКВД Кировской области. С мая 1943 года — начальник УНКГБ Кировской области.
В 1943 году присвоено специальное звание комиссара госбезопасности.
С марта 1944 года — начальник УНКГБ Куйбышевской области.
С февраля 1945 года по июнь 1946 года — народный комиссар, затем министр государственной безопасности Узбекской ССР.
С июня 1946 года — заместитель начальника, с сентября 1946 года — начальник Второго главного управления МГБ СССР (управление контрразведки). С декабря 1950 года — заместитель министра государственной безопасности СССР.
3 декабря 1950 года Политбюро в связи с проводимой реформой органов внутренних дел и государственной безопасности приняло постановление, в котором, в частности, говорилось:

Учитывая, что объём работы Министерства государственной безопасности значительно увеличился, в связи с передачей из МВД СССР пограничных и внутренних войск, милиции, созданием новых оперативных управлений, а также для того, чтобы коллегиально рассматривать наиболее важные вопросы чекистской работы, Политбюро ЦК ВКП(б) постановляет:
1. Увеличить количество заместителей министра государственной безопасности СССР до семи человек.
2. Утвердить заместителями министра государственной безопасности СССР: тов. Питовранова Е. П., освободив его от должности начальника 2-го Главного управления МГБ СССР…

29 октября 1951 года был арестован по ложному обвинению. Был подвергнут допросам в МГБ, но признательных показаний не дал.
2 ноября 1952 года Питовранова из места задержания освободили со снятием обвинений, и он был назначен на должность начальника 4 Управления МГБ СССР.
В соответствии с Указом Президиума Верховного Совета СССР от 21 августа 1952 года звание генерал-майора Питовранова — генерал госбезопасности 3-го ранга.
С 5 января по 5 мая 1953 года генерал Питовранов возглавляет внешнюю разведку в должности заместителя начальника Первого Главного Управления МГБ СССР — начальника ПГУ МГБ.
В мае 1953 года его командируют в Восточный Берлин в качестве Уполномоченного КГБ при Министерстве государственной безопасности ГДР — заместителя верховного комиссара СССР в ГДР, начальника Инспекции по вопросам безопасности при Верховном комиссаре СССР в Германии — старшего советника КГБ при Министерстве госбезопасности ГДР. На протяжении 1953—1957 гг. под руководством Питовранова Аппарат Уполномоченного провёл ряд крупных и высокоэффективных мероприятий по срыву антисоветских планов НАТО.
В 1956 году присвоено звание генерал-лейтенанта.
В 1959 году оказал значительное содействие балерине Майе Плисецкой, благодаря которому её выпустили на гастроли в США. По возвращении в СССР в 1957—1961 вновь возглавляет Четвёртое управление КГБ СССР.
Юрий Фельштинский заявляет, что генерал Питовранов являлся куратором поэта Евгения Евтушенко.
В 1961—1962 годах командирован в Китайскую народную республику, где в должности старшего советника КГБ по вопросам безопасности при Министерстве общественной безопасности КНР помогает становлению органов разведки этого государства. В дальнейшем, во время отзыва из КНР советских советников Комитет оставался единственным советским ведомством, сохранявшим связи с Китаем.
По окончании командировки в Китай, с 1962 по 1966 год — начальник Высшей школы КГБ СССР им. Ф. Э. Дзержинского.
В феврале 1966 года вышел в действующий резерв КГБ. Тем не менее, он оставался влиятельным советником Ф. Д. Бобкова, возглавлявшего 5-е управление КГБ (по борьбе с антисоветскими элементами) в 1967—1983 годах, а также Е. М. Примакова и Ю. В. Андропова.
Работник Международного отдела ЦК КПСС Вячеслав Матузов вспоминал: «Андропов же был первым секретарем ЦК комсомола Карело-Финской ССР. За ним стоял Отто Куусинен. А с кем был связан Куусинен? С генерал-лейтенантом госбезопасности Евгением Питоврановым. Это „отец“ всех андроповых, примаковых и других деятелей „перестройки“».
В 1966 году Е. П. Питовранов избран заместителем председателя Президиума Торгово-промышленной палаты СССР. В 1969 году под эгидой ТПП была создана спецрезидентура КГБ «Фирма», которая специализировалась на получении информации через западных предпринимателей, заинтересованных в торговле с СССР, а затем вышла и на контакты с западными политиками. Питовранов утверждал, что якобы через неё были получены сведения о сотрудничестве посла СССР в Канаде А. Н. Яковлева с западными спецслужбами, проигнорированные генеральным секретарем ЦК КПСС Л. И. Брежневым, что позволило Яковлеву продолжить партийную карьеру и стать «архитектором перестройки».
С 1983 по 1988 год возглавлял ТПП СССР; на протяжении ряда лет был также вице-президентом Итало-советской (позже итало-российской) торговой палаты.
Питовранов скончался 30 ноября 1999 года в Москве. Похоронен на Троекуровском кладбище.

## Звания
- 1943 — комиссар ГБ (с 1945 — генерал-майор)
- 1956 — генерал-лейтенант

## «Сионистский заговор»
Арест генерала Питовранова 29 октября 1951 года был связан с обвинением в участии в т. н. «сионистском заговоре» (дело В. С. Абакумова).

Подследственных зверски избивали, помещали в камеры-карцеры со специальным охлаждением, почти постоянно держали в наручниках и кандалах, а нежелательные протоколы допросов и постановлений уничтожались.

Из всех арестованных «заговорщиков в МГБ» только Абакумов, Эйтингон, Питовранов и Матусов ни в чём не признали себя виновными.— 
Вместо жалоб и оправданий Питовранов стал писать план реорганизации разведывательно-контрразведывательной работы, адресованный лично Сталину.

Я пересмотрел свою работу под началом Абакумова, вывернул себя наизнанку и увидел, что во мне немало грязненького, подгнившего… Коротко моя тягчайшая вина в том, что, пройдя школу этой гадины — Абакумова, я стал послушным исполнителем его преступных указаний, его пособником в проведении подрыва контрразведывательной службы МГБ
В дальнейшем он предложил Сталину широко использовать в борьбе с «еврейскими националистами» метод провокаций и создания в масштабе всей страны мнимые антисоветские сионистские организации, а именно: создать в Москве, Ленинграде, на Украине, в Белоруссии, Узбекистане, Молдавии, Хабаровском крае, Литве и Латвии

…националистические группы из чекистской агентуры, легендируя в ряде случаев связь этих групп с зарубежными сионистскими кругами. Если не допускать шаблона и не спешить с арестами, то через эти группы можно основательно выявить еврейских националистов и в нужный момент нанести им удар
Ещё до смерти Сталина обвинения с Питовранова были сняты, и по освобождении на рубеже 1952—1953 годов (приказ 30 декабря, заступил 5 января) он возглавил Управление по разведке за границей ГРУ МГБ СССР (5 января — 11 марта 1953 г.), реорганизованное в том числе по его замыслам.
В 1996 году в одной из телепрограмм была озвучена информация, что генерал-майор Е. П. Питовранов, поскольку он возглавлял в 1946—1951 годах контрразведку (Второе Главное управление МГБ), а затем был заместителем министра госбезопасности якобы имел отношение к убийству советского еврейского деятеля Соломона Михоэлса в 1948 году. 81-летний Питовранов подал иск в суд и выиграл дело: бывший его заместитель Ф. Г. Шубняков, принимавший непосредственное участие в этом убийстве, свидетельствовал, что Питовранов не только не участвовал, но и не мог ничего знать об этом деле.

## Награды
- Орден Ленина (1979)
- Орден Октябрьской революции (1967)
- 2 Ордена Красного Знамени (1943, 1954)
- 2 Ордена Отечественной войны I степени (1945, 1985)
- 2 Ордена Трудового Красного Знамени (1941, 1971)
- Орден Дружбы народов (1985)
- 4 Ордена Красной Звезды (1943, 1946, 1949, 1954)
- Орден «Знак Почета» (1942)
- Медаль «За отвагу» (апрель 1940)
- Медаль «За оборону Москвы» (1944)
- знак Почётный сотрудник госбезопасности (1957)

## Семья
Супруга — Елизавета Васильевна Петрова (5 января 1915 — 1 апреля 1998).
Сын — Сергей (1946—2014) — кандидат физико-математических наук, экономист.